# インボルチン
インボルチン(Involutin)は、ヒダハタケ属のキノコで見られる有機化合物である。ジアリルシクロペンテノンの1つである。3′,3″,5′,5″-d4-アトロメンチン（重水素化アトロメンチン）を取り込ませる試験によって、重水素がギロシアニンとその酸化物のギロポリンに取り込まれることが観察され、アトロメンチンに由来することが示されている。
Fe3+還元剤であり、死んだ植物体由来の物質を最初に攻撃するフェントン試薬として働いていると推測されている。